# Козлов Валерій Олегович
Вале́рій Оле́гович Козло́в  — український піаніст, викладач, заслужений артист України.

## З життєпису
Народився 18 травня 1946 року. Музичну освіту здобув у Санкт-Петербурзі та Києві під керівництвом відомої піаністки, народної артистки Росії, професора Тетяни Кравченко. У 1983-84 рр. пройшов стажування в Московській консерваторії у народного артиста Росії, видатного піаніста, професора Льва Власенка. Концертно-виконавську діяльність розпочав ще в студентські роки, після закінчення аспірантури багато гастролював в Україні та за її межами. Неодноразово виступав у супроводі симфонічних оркестрів під орудою відомих диригентів, серед яких: Бенкет (Канада), Йенсон (Норвегія), Кучер (Австралія, Україна). Має значну кількість фондових записів, які часто звучать у програмах Українського радіо.
Член журі багатьох міжнародних і національних конкурсів, постійно проводить майстер-класи у провідних музичних закладах України та за її межами. Серед вихованців Валерія Козлова — Юрій Кот, Олексій Гринюк, Андрій Бондаренко.